# Цабан, Яир
Яир Цабан (ивр. יאיר צבן‎; род. 23 августа 1930, Иерусалим) — израильский политик и учёный, педагог, член руководства ряда левых партий, депутат четырёх созывов кнессета, министр абсорбции Израиля в 1992—96 годах.

## Биография
Яир Цабан родился в Иерусалиме (в то время в составе подмандатной Палестины) в 1930 году. Во время Войны за независимость Израиля служил в «Пальмахе», в дальнейшем окончил педагогическое училище Семинар ха-Кибуцим, а позже получил в Тель-Авивском университете степень бакалавра в области общей и еврейской философии. Цабан входил в число основателей кибуца Цора.
В 1954 году Яир Цабан, в те годы бывший личным секретарём Моше Снэ, вместе с ним присоединился к компартии Израиля, а после её раскола на просоветский Новый коммунистический список (РАКАХ) и просионистскую МАКИ занял место в рядах последней. В компартии Цабан сделал карьеру партийного функционера: он возглавлял молодёжную организацию БАНКИ (ивр. בנק"י‎ — Израильский коммунистический союз молодёжи), с 1965 по 1973 год входил в политбюро МАКИ и занимал пост его председателя в 1972—73 годах. В 1977 году Цабан, как один из лидеров движения «Мокед», образовавшегося в результате слияния МАКИ с небольшими левыми партиями, стоял у истоков нового объединённого движения — «ШЕЛИ» (ивр. שלום לישראל‎ — «Мир Израилю»). На выборах в кнессет 9-го созыва список «ШЕЛИ» получил два мандата, которые заполнялись путём ротации депутатов, но Цабан в их число не попал. В 1980 году он объявил о присоединении к левосионистской партии МАПАМ, в это время входившей в состав блока «Маарах», и в 1981 году впервые был избран в кнессет от этого блока, получив место в комиссии по труду и благосостоянию.
Цабан занимал пост политического секретаря МАПАМ и председателя фракции этой партии в Гистадруте — Генеральной федерации рабочих Израиля. После выхода МАПАМ из «Маараха» Цабан сохранил за собой место в кнессете, где участвовал, среди прочего, в работе финансовой комиссии и комиссии по иностранным делам и безопасности, и в дальнейшем способствовал объединению МАПАМ с партиями «РАЦ» и «Шинуй» в блок «Мерец», на выборах в кнессет 13-го созыва завоевавший 12 мандатов. В правительственной коалиции Ицхака Рабина, а затем Шимона Переса Цабан занимал пост министра абсорбции.
По окончании работы в кнессете и правительстве Цабан продолжает заниматься общественной деятельностью. С 1996 по 2002 год он возглавлял академический совет Института Лавона по изучению рабочего движения, а также читал лекции в Тель-Авивском университете. Также с 1996 года он возглавлял совет директоров иерусалимского колледжа «Мейтар». В 2000 году по его инициативе началась публикация «Энциклопедии еврейской культуры в эру модернизации и секуляризации» под редакцией лауреата Премии Израиля Ирмияху Йовеля. В 1997 году он стал почётным доктором американского колледжа «Хибру Юнион». Цабан женат, у него двое детей — дочь Смадар и сын Дрор.